# Busola de aur (film)
Busola de aur (engleză: The Golden Compass) (2007) este un film de fantezie și de aventuri bazat pe romanul Luminile Nordului (publicat ca Busola de aur în Statele Unite), primul roman al trilogiei lui Philip Pullman Materiile întunecate. Este regizat de Chris Weitz, cu Dakota Blue Richards, Daniel Craig, Eva Green, Tom Courtenay, Christopher Lee, Nicole Kidman și Sam Elliot în rolurile principale. Proiectul a fost anunțat încă din februarie 2002, ca urmare a succesului unor recente adaptări cinematografice a unor alte trilogii epice, dar din cauza unor probleme cu scenariul și cu alegerea regizorului, producția filmului a fost semnificativ întârziată. Cu un buget de 180 de milioane de dolari americani, este unul dintre cele mai scumpe proiecte New Line Cinema din toate timpurile, dar succesul său mediocru în SUA a dus în februarie 2008 la restructurarea companiei New Line.
Povestea prezintă aventurile Lyrei Belacqua, o orfană ce trăiește într-o lume paralelă care seamănă mult cu a noastră. Dar în această lume, o forță dogmatică și puternică numită  Magisterium conspiră pentru a pentru a pune capăt toleranței și pentru o inchiziție liberă. Săracii, orfanii și copiii gipțienilor dispar în mâinile unui grup pe care copiii îi numesc Gobleri. Lyra descoperă ca d-na Coulter conduce acești gobleri. Salvată de gipțieni, Lyra se alătura acestora într-o călătorie spre nord în căutarea copiilor dispăruți.
Înainte de premieră, filmul a primit critici din partea organizațiilor laice si a fanilor trilogiei Materiile întunecate pentru diluarea elementelor antireligioase din romane, precum și din partea unor organizații religioase pentru unele teme anticatolice. Studioul a cerut să fie efectuate schimbări semnificative în timpul post-producției, lucru calificat mai târziu de Weitz ca o experiență "teribilă". Deși efectele vizuale ale filmului (considerate de Weitz "elementul cel mai de succes" al filmului) au dus la câștigarea atât a unui premiu BAFTA cât și a unui al Oscar, recenziile criticilor au fost împărțite.

## Prezentare
„Există multe Universuri și multe Pământuri, paralele unul cu celălalt, lumi ca a ta, cu sufletele oamenilor trăind în corpurile lor, și lumi ca a mea, cu nemuritori trăind alături de noi, drept spirite de sălbăticiuni pe care noi le numim daimoni. Sunt atât de multe lumi încât colbul e cel care le leagă, colb care a fost aici înaintea vrăjitoarelor cerului, giptienilor apelor și urșilor ghețurilor. În lumea mea, erudiții au inventat un aletiometru, o busolă de aur care să le arate toate lucrurile ascunse. Dar cei care sunt la putere fiindu-le frică de orice alt adevăr în afară de al lor, au distrus aceste aparate și au interzis până și simpla menționare a colbului. Totuși, o singură busolă a rămas și o singură persoană care o poate citi.”—Începutul filmului